# Scopula tensipallida
Scopula tensipallida är en fjärilsart som beskrevs av Louis Beethoven Prout 1938. Scopula tensipallida ingår i släktet Scopula och familjen mätare. Inga underarter finns listade.